# I picari
I picari è un film italo-spagnolo del 1987 diretto da Mario Monicelli.
Liberamente ispirato da almeno quattro opere della letteratura spagnola del XVI e XVII secolo, i romanzi picareschi Lazarillo de Tormes (1554), di autore ignoto, Guzmán de Alfarache (1599), di Mateo Alemán, Rinconete e Cortadillo (1613), di Miguel de Cervantes e Vita del Pitocco (1626), di Francisco de Quevedo, racconta le tragicomiche disavventure dei protagonisti Lazarillo de Tormes e Guzmán de Alfarache, interpretati rispettivamente da Enrico Montesano e Giancarlo Giannini, nella Spagna del XVI secolo (alla fine del film viene nominato il 1598, quale anno domini) come Picari: raminghi e scapestrati avventurieri («come gli zingari, non molto stabili, uccelli tra gli alberi o topi fra i mobili») di un mondo dove il più furbo e scaltro sopravvive.

## Trama
Lazarillo de Tormes e Guzmán de Alfarache si incontrano ai remi di una galera, entrambi per espiare le colpe di una vita instabile e truffaldina e iniziano così a raccontare le rispettive storie.

Nino Manfredi: il viandante cieco.

Vittorio Gassman: il nobile decaduto.

Giuliana De Sio: la prostituta disobbediente.

Lazarillo de Tormes è cresciuto in una casa poverissima insieme ad innumerevoli fratellastri e sorellastre dove, per sopravvivere, la madre si prostituiva. Le aspettative della sua famiglia sono così misere che, nella speranza di andare incontro ad una vita migliore, un giorno viene affidato ad un viandante cieco scaltro, truffatore nonché incredibile spilorcio, che gli insegna la vita così come va imparata per strada: con raggiri, inganni e beffe, sfruttando il bambino come lacchè per vari imbrogli e malefatte. Dopo qualche tempo tuttavia, sfruttando la cecità del suo brusco e bieco mentore, Lazarillo lo farà precipitare a morire in un profondo fossato, liberandosi finalmente del suo giogo ed impadronendosi di tutti i suoi averi.
Guzmán de Alfarache invece non ha conosciuto miseria: il padre era un baro professionista, affettuoso verso il figlio e molto abile nel truffare con i dadi e le carte, e a simulare un impiego onesto come orologiaio. Rimane tuttavia orfano quando questi viene scoperto ed impiccato a causa delle sue truffe. Inizialmente indirizzato da un prete presso una ricca famiglia nobile, viene impiegato per qualche giorno come "assistente pedagogico", ovvero come capro espiatorio che subisce severe punizioni corporali per ogni errore o colpa commessa dal rampollo della famiglia. Dopo un breve periodo, Guzmán esasperato decide di scappare da quella casa.
I due fanno amicizia e, dopo aver tradito un ammutinamento dei compagni prigionieri ed essere per questo gettati in mare quando la rivolta ha però scarso successo, riescono a salvarsi dall'annegamento e a raggiungere una spiaggia. Anche lì giocano a sorte scegliendo per "terra" o per "mare" (ovvero se provare a rubare cibo a contadini o pescatori) la nuova strada da percorrere, legati ancora dalle catene della galea e dal destino. Trovano un fabbro e provano invano a fingersi prigionieri sfuggiti a pirati saraceni, ma riescono a farsi liberare comunque da sua figlia, e fuggono in direzioni opposte dai gendarmi che stavano per riprenderli in consegna.
In seguito Guzmán verrà ospitato ed assunto come famiglio da un nobile squattrinato ma molto orgoglioso, che aveva inizialmente cercato di derubare. Ne riceve anche in dono il cavallo come pagamento per i suoi servigi, quando il personaggio viene arrestato a causa dei suoi debiti. Più tardi incontrerà di nuovo Lazarillo, che nel frattempo aveva invece trovato lavoro come attore: prima simulando cecità ed altre deformità per impietosire i fedeli di fronte ad una chiesa ed ottenerne l'elemosina, poi con un impiego vero e proprio presso un gruppo teatrale, specializzato in sacre rappresentazioni. Lazarillo ha successo in particolare nella parte del martire seminudo san Sebastiano, di cui si invaghisce una monaca di clausura.
Combinando le rispettive risorse, i due ricominciano a viaggiare assieme ed a combinare truffe ed inganni per sopravvivere senza lavorare. Con i soldi rubati ad un gioielliere finiscono un giorno per banchettare in una osteria, dove vorrebbero poi anche comprare le prestazioni di alcune prostitute. Colpiti però dal successo economico del loro sfruttatore, se ne fanno a loro volta imbrogliare e decidono invece di acquistare da lui una ragazza, Rosario, per improvvisarsi a loro volta tenutari di un bordello mobile. L'affare si rivela tuttavia fallimentare, poiché la meretrice rifiuta di fare sesso per denaro, ed invece concede le sue grazie secondo le proprie preferenze o persino pagando a sua volta gli amanti. Il carattere di Rosario e l'invaghimento di Lazarillo nei suoi confronti porta i due protagonisti a dividersi di nuovo: Lazarillo decide di stare con lei, finendo per fare i lavori più umili, disparati e pesanti pur di supportarla; Guzmán invece, nuovamente solo e senza una meta precisa, viene accolto da una confraternita di malviventi e tagliagole comandata dal losco Mozzafiato. Fallisce tuttavia il primo incarico, per cui avrebbe dovuto sfregiare un nobile locale ma ne viene invece raggirato e messo in fuga. Trovandosi improvvisamente di fronte un gendarme, Guzmán lo uccide ma viene comunque catturato, e condannato come il padre all'impiccagione in Plaza de la Real, ad Arévalo.
Appena prima dell'esecuzione, si scopre che l'aiuto del Boia è proprio Lazarillo, finito a fare tale mestiere dopo l'abbandono di Rosario. L'ex-compagno delle passate avventure riesce a scambiare in extremis l'amico con un altro condannato, al quale doveva essere tagliata la mano per furto. Questi viene quindi ucciso al posto di Guzmán, cui viene in vece amputata una mano. L'ultima scena del film mostra i due ancora assieme, in un fallimentare tentativo di rubare del latte da un pastore che li scopre e mette in fuga.

## Critica
Come in molti altri lavori di Monicelli, la ricostruzione storica risulta essere ben curata ed il film sovrappone una serie di episodi indipendenti l'uno dall'altro, in cui i due protagonisti vengono coinvolti di volta in volta con altri personaggi che fanno da co-protagonisti del singolo episodio.